# Stefan Olsdal

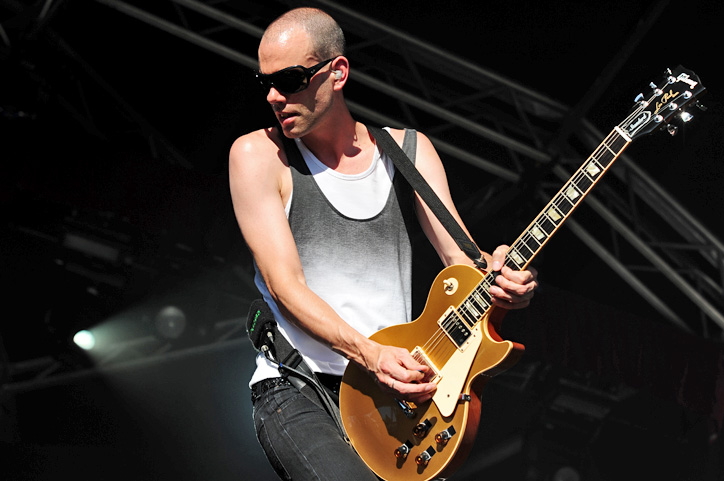
Stefan Olsdal

Stefan Olsdal, född 31 mars 1974 i Göteborg, är en svensk musiker (basist). 
Han är basist i Placebo, men spelar även gitarr och keyboard. När Olsdal var 8 år flyttade hans familj till Luxemburg där han gick på den internationella skolan samtidigt med gruppens nuvarande sångare Brian Molko. De två umgicks inte under skoltiden men träffades senare i London och bildade så småningom gruppen Placebo.